# 두카티 스트리트파이터
두카티 스트리트파이터(영어: Ducati Streetfighter)는 두카티에서 2009년부터 2015년까지 생산했던 모터사이클이다.